# Bank of Canada
Bank of Canada (BoC; fr. Banque du Canada) – bank centralny Kanady założony w 1934 roku na mocy ustawy Bank of Canada Act.
Bank of Canada jest jedynym bankiem kanadyjskim z prawem emisji dolara kanadyjskiego.
Siedziba banku znajduje się Ottawie.